# Haluvadi, Mandya
Haluvadi là một làng thuộc tehsil Mandya, huyện Mandya, bang Karnataka, Ấn Độ.